# Setophaga chrysoparia
Setophaga chrysoparia е вид птица от семейство Parulidae. Видът е застрашен от изчезване.

## Разпространение
Видът е разпространен в Гватемала, Мексико, Никарагуа, Салвадор, САЩ и Хондурас.